# Mayaimi

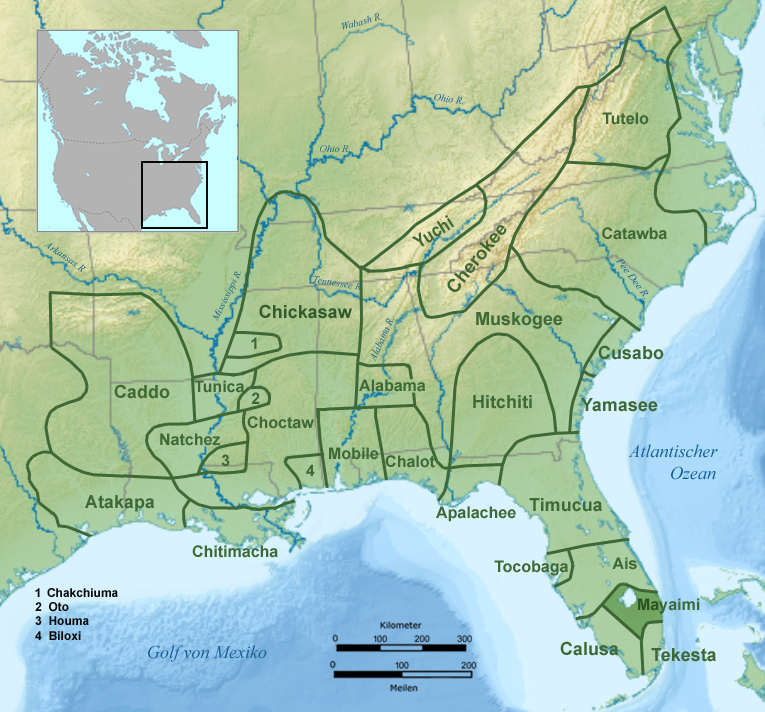
Territoire des Mayaimi et d'autres tribus amérindiennes au XVIe siècle.

Les Mayaimi (également Maymi, Maimi) étaient des Amérindiens qui vivaient autour du lac Mayaimi (aujourd'hui le lac Okeechobee) dans la région de Belle Glade en Floride du début de l'ère commune jusqu'au XVIIe ou XVIIIe siècle. Dans les langues des tribus Mayaimi, Calusa et Tequesta, Mayaimi signifiait « grande eau ». L'origine de la langue n'a pas été déterminée, car la signification de seulement dix mots a été enregistrée avant l'extinction de la tribu. Le linguiste Julian Granberry a déclaré que la langue des peuples calusa, mayaimi (qu'il appelle Guacata) et tequesta était liée à la langue tunica. Le nom actuel, Okeechobee, est dérivé du mot Hitchiti signifiant « grande eau ». Les Mayaimis n’ont aucune relation linguistique ou culturelle avec la région des Miamis des Grands Lacs.